# Lijst van burgemeesters van Twisk
Dit is een lijst van burgemeesters van de voormalige Nederlandse gemeente Twisk in de provincie Noord-Holland. 

Op 1 januari 1979 werd Twisk samengevoegd met de gemeenten Abbekerk, Midwoud, Opperdoes, Sijbekarspel en het dorp Hauwert (tot dan behorend tot de gemeente Nibbixwoud) tot de nieuwe gemeente Noorder-Koggenland.
| Ambtsperiode                       | Naam burgemeester        | Leven                               | Partij of stroming | Bijzonderheden |
| ---------------------------------- | ------------------------ | ----------------------------------- | ------------------ | --- |
| ??? - juni 1812                    | Klaas Zijp               |                                     |                    | |
| juni 1812 - 16 november 1812       | Cornelis Florisz. Winkel | 27 augustus 1769 - 16 november 1812 |                    | Op enig moment schepen en schout van Twisk. |
| 17 november 1812 - 19 oktober 1813 | Jan Masereeuw            | 27 jun 1779 - 15 mei 1855           |                    | Tot 28 mei 1813 waarnemend. |
| 1813 - 5 mei 1827                  | Jan Bregger              | 18 november 1773 - 5 mei 1827       |                    | In 1825 schout van Twisk. |
| 22 juni 1827 - 22 juni 1834        | Maarten Zijp Jzn.        | 21 april 1771 - 3 juni 1844         |                    | Zoon van Jan Cornelisz Zijp, burgemeester van Stede Abbekerk te Twisk (ca.1752-1792). Broer van Henricus Zijp, burgemeester van Nibbixwoud en Midwoud. Vader van zijn opvolgers Jan Zijp Mz. en Klaas Zijp Mz.. Zowel zijn zoon Ariën Zijp als zijn dochter Jantje waren getrouwd met kinderen van Pieter Winkel, burgemeester van Nibbixwoud en Sijbekarspel.        |
| 14 juli 1834 - 18 juni 1847        | Jan Zijp Mz.             | 14 mei 1802 - 18 juni 1847          |                    | Zoon van zijn voorganger Maarten Zijp Jzn.. Broer van zijn opvolger Klaas Zijp Mz.. Zowel zijn broer Ariën Zijp als zijn zus Jantje waren getrouwd met kinderen van Pieter Winkel, burgemeester van Nibbixwoud en Sijbekarspel. |
| 20 augustus 1847 - 7 januari 1888  | Klaas Zijp Mz.           | 1810 - 1888                         |                    | In een deel van dezelfde periode tevens burgemeester van Abbekerk. Broer van zijn voorganger Jan Zijp Mz. en zoon van diens voorganger Maarten Zijp Jzn.. Zowel zijn broer Ariën Zijp als zijn zus Jantje waren getrouwd met kinderen van Pieter Winkel, burgemeester van Nibbixwoud en Sijbekarspel. Op enig moment lid van de Provinciale Staten van Noord-Holland. |
| 1 maart 1888 - 31 maart 1913       | Hendrikus Vijn Cz.       | ±1835 - 1 april 1914                |                    | In een deel van dezelfde periode tevens gemeentesecretaris van Twisk. |
| 28 april 1913 - 8 mei 1930         | H. Vijn Hzn.             | ±1867 - 8 mei 1930                  |                    | |
| 10 juli 1930 - 1946                | Albert (A.) Teer         | 1 aug. 1894 - 31 januari 1960       |                    | |
| rond mei 1945 - 31 juli 1966       | Jan (J.) Pierhagen       | 5 juli 1901 - 12 juli 1971          | ARP                | Aanvankelijk waarnemend; vanaf 15 juli 1946 vast. In dezelfde periode tevens burgemeester van Opperdoes. In 1965 benoemd tot Ridder in de Orde van Oranje-Nassau. |
| 1 augustus 1966 - 31 december 1978 | Piet (P.) Krom           | 3 april 1913 - 1 feb. 2003          |                    | In dezelfde periode tevens burgemeester van Abbekerk en gemeentesecretaris van Abbekerk. Vanaf mei 1978 opnieuw waarnemend |